# Bernard 260
Bernard 260 – francuski samolot myśliwski z okresu międzywojennego.

## Historia
W 1931 roku dowództwo francuskich Sił Powietrznych wydało specyfikację dla lekkiego samolotu myśliwskiego i zaprosiło wytwórnie lotnicze do budowy takich samolotów. Wytwórnia Société des Avions Bernard opierając się specyfikacji opracowała konstrukcję nowego samolotu myśliwskiego w układzie dolnopłatu o konstrukcji całkowicie metalowej. 
Nowy samolot oznaczono jako Bernard 260, a jego konstrukcję oparto na samolocie Bernard 74.
Prototyp samolotu został oblatany we wrześniu 1932 roku, a następnie przekazany do francuskich sił powietrznych, gdzie przeszedł badania testowe. Ostatecznie zrezygnowano z tego samolotu na rzecz podobnej konstrukcji Dewoitine D.500. Konstrukcja tego samolotu posłużyła do konstrukcji samolotu Bernard H-52.

## Użycie w lotnictwie
Samolot Bernard 260 był w 1932 roku poddany testom fabrycznym oraz przeszedł testy we francuskich Siłach Powietrznych, gdzie wylatał około 100 godzin w bazie lotniczej w Villacoublay.

## Opis techniczny
Samolot myśliwski Bernard 260 był dolnopłatem o konstrukcji metalowej. Kadłub mieścił odkrytą kabinę pilota. Napęd stanowił 12-cylindrowy silnik widlasty w układzie V, chłodzony cieczą. Podwozie klasyczne, stałe.
Uzbrojenie stanowiły 2 karabiny maszynowe kal. 7,7 mm umieszczone w skrzydłach.